# Про любовну історію
«Про любовну історію» (англ. Story of a Love Story) — фільм франко-італійського виробництва 1973 року.

## Сюжет
Гаррі одружений письменник, який має роман з Наталі чий чоловік знає, що вона йому зраджує. Їхні стосунки створюють численні ускладнення для їх подружжя та сімей. Але з часом Гаррі все важче відрізнити фантазію від реальності, залишаючи нас засумніватися в тому, що історія реальна або просто плід уяви Гаррі.

## У ролях
| Актор                | Роль           |
| -------------------- | -------------- |
| Алан Бейтс           | Гаррі          |
| Домінік Санда        | Наталі         |
| Мішель Оклер         | Жорж           |
| Еванс Еванс          | Елізабет       |
| Поль Кроше           |                |
| Леа Массарі          | Жінка          |
| Шон Барі             |                |
| Генрі Черняк         |                |
| Марк Дігтем          |                |
| Вернон Добчефф       |                |
| Ізабель Жиро-Каррієр |                |
| Майкл Маквей         |                |
| Лоуренс Де Монаган   | Клео           |
| Андре Роуілл         |                |
| в титрах не вказані  |                |
| Крістін Феррі        | дівчина в саду |
| Мала Фокс            | дівчина в саду |
| Мішель Гендерсон     | дівчина в саду |